# Canton de Saint-Herblain-Est
Le canton de Saint-Herblain-Est est une ancienne circonscription électorale française, située dans le département de la Loire-Atlantique (région Pays de la Loire).

## Histoire
- Le canton de Saint-Herblain a été créé en 1973 (décret du 23.07.1973).

| Période | Période | Identité          | Étiquette   | Qualité |
| ------- | ------- | ----------------- | ----------- | --- |
| 1973    | 1976    | Christian Chauvel | PS puis FSD | Comptable Député (1967-1968 et 1973-1978), adjoint au maire de Nantes (1965-1977) Ancien conseiller général du canton de Nantes-7 |
| 1976    | 1982    | Jean-Marc Ayrault | PS          | Professeur Maire de Saint-Herblain (1977-1989)                                                                                    |

- Le canton de Saint-Herblain-Est a été créé en 1982 en scindant en deux le canton de Saint-Herblain (décret du 20.01.1982).

| Période | Période          | Identité        | Étiquette | Qualité |
| ------- | ---------------- | --------------- | --------- | --- |
| 1982    | 2001 (démission) | Charles Gautier | PS        | Ingénieur agronome Sénateur (2001-2011) Maire de Saint-Herblain (1989-2014)                                                       |
| 2001    | 2015             | Bernard Gagnet  | PS        | Cadre dans le secteur médico-social Adjoint au maire de Saint-Herblain (1995-2014) Elu en 2015 dans le Canton de Saint-Herblain-2 |

## Composition
Le canton de Saint-Herblain-Est se composait d’une fraction de la commune de Saint-Herblain. Il comptait 23 560 habitants (population municipale) au 1er janvier 2012.
| Nom                        | Code Insee | Intercommunalité | Population (dernière pop. légale)               |
| -------------------------- | ---------- | ---------------- | ----------------------------------------------- |
| Saint-Herblain (chef-lieu) | 44162      | Nantes Métropole | Fraction : 23 560(2012) Commune : 44 337 (2014) |

## Démographie
| 1982 | 1990   | 1999   | 2006   | 2011   | 2012   |
| ---- | ------ | ------ | ------ | ------ | ------ |
| -    | 24 127 | 24 603 | 23 316 | 23 445 | 23 560 |